# Richard Clague
Richard Clague, Jr. (né le 11 mai 1821 à l'île de Man et mort le 29 novembre 1878 en Caroline du Nord) est un peintre américain connu pour ses peintures de paysage.

Paysages.
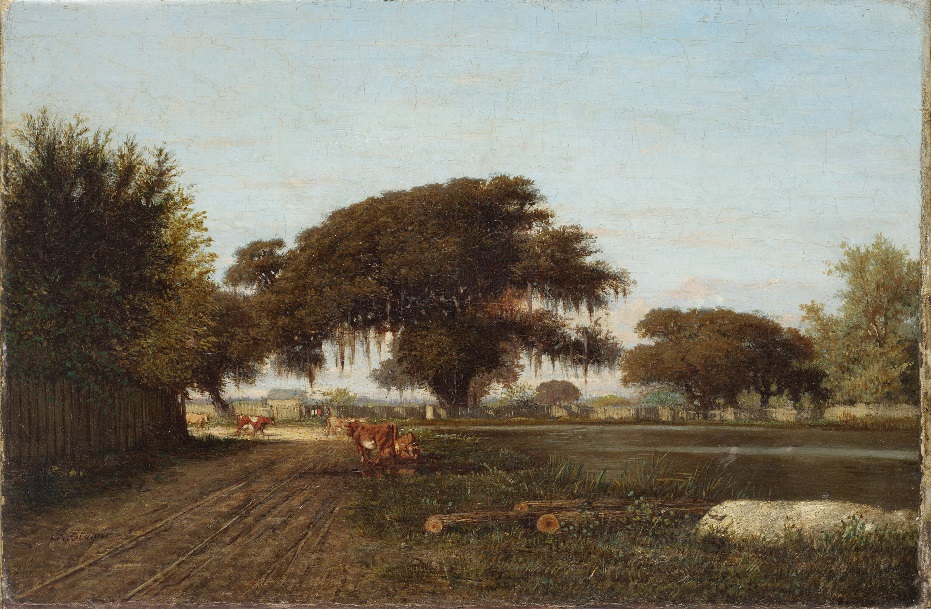
Ferme à St Tammany.
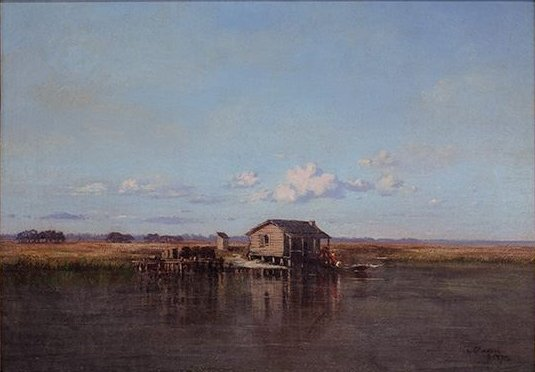
Cabane de trappeur.

Portraits.
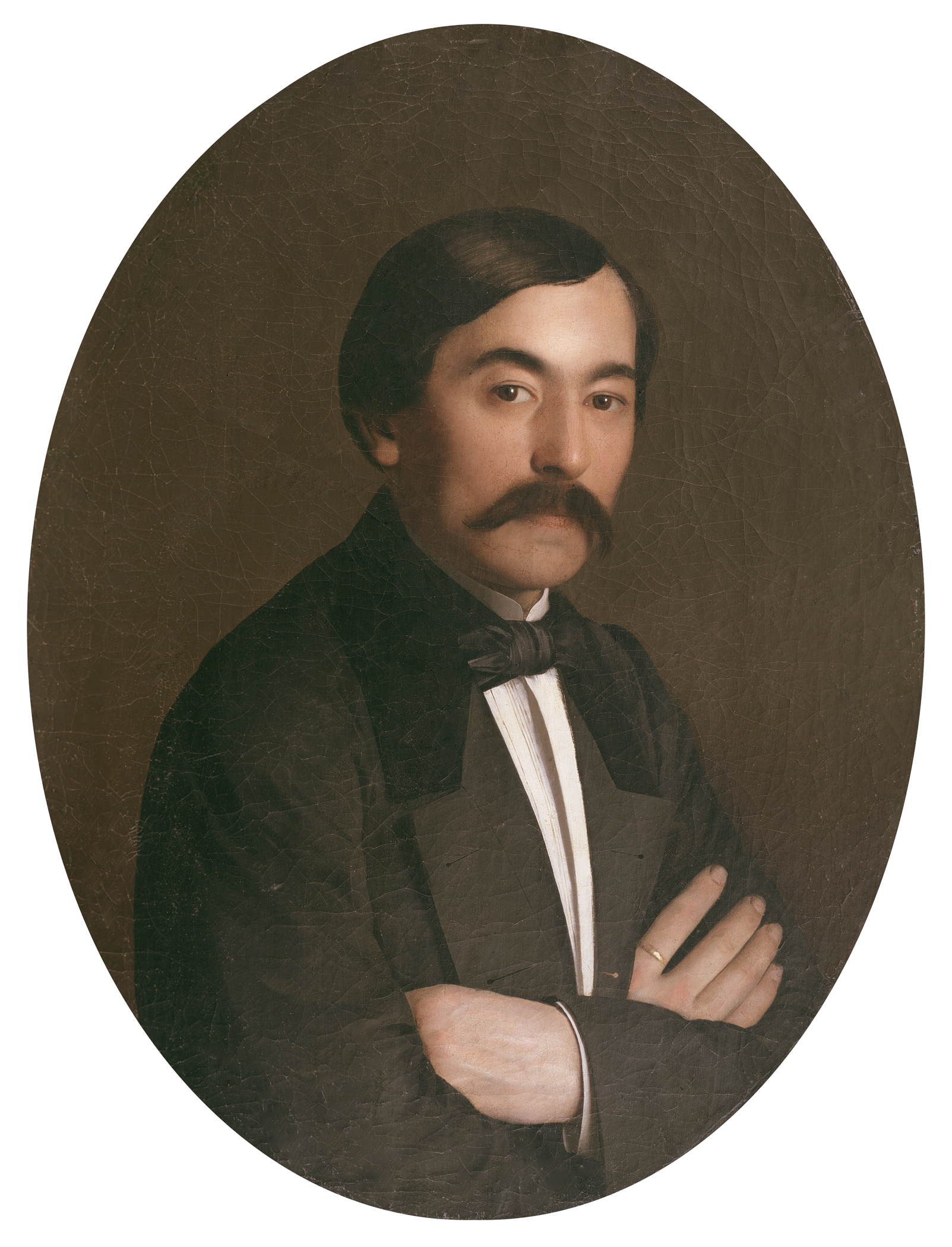
Portrait de Pierre Gustave Toutant de Beauregard.
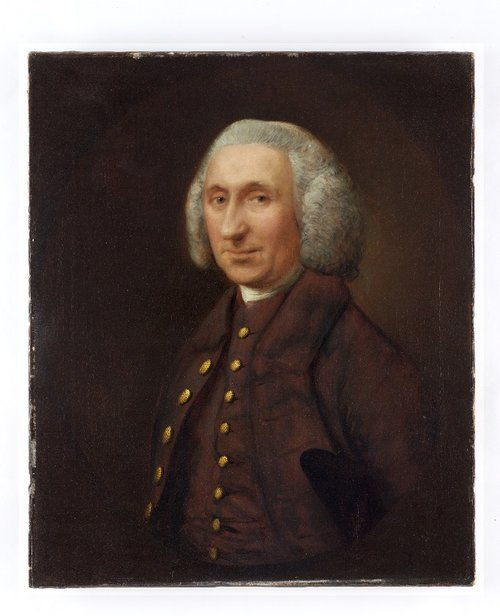
Portrait de Ralph Leycester.